# Détrempe (pâtisserie)
Pour l’article homonyme, voir détrempe.
La détrempe est le mélange pâteux de farine et d’un liquide aqueux servant de base à la confection de pâtisseries comme la pâte feuilletée ou la pâte à choux,.